# 1535 Paijanne
1535 Paijanne је астероид главног астероидног појаса. Приближан пречник астероида је 26,72 ,
а средња удаљеност астероида од Сунца износи 3,165 астрономских јединица (АЈ).
Инклинација (нагиб) орбите у односу на раван еклиптике је 6,106 степени, а орбитални период износи 2057,001 дана (5,631 година). Ексцентрицитет орбите астероида износи 0,188.
Апсолутна магнитуда астероида износи 10,70 а геометријски албедо 0,129.
Астероид је откривен 9. септембра 1939. године.